# الهجوم على السفارة السعودية بالخرطوم
تعرضت السفارة السعودية للهجوم المفاجئ من قبل أيلول الأسود في يوم 1 مارس عام 1973م، وكان السفير السعودي في ذلك الوقت عبدالله الملحوق عندما يعلم أن 8 من الملثمين ينتمون لمنظمة أيلول الأسود الفلسطينية ، وذلك خلال حفل دبلوماسي لوداع قائم أعمال السفارة الأمريكية كيرتس مور ، واستقبال السفير الأمريكي الجديد كليو نويل ، قام هؤلاء المسلحين بإمساك السفيرين الأمريكيين وغاي ايد القائم بأعمال السفارة البلجيكية والسفير السعودي وزوجته وأطفاله الأربعة ، بالإضافة إلى عدلي الناصر القائم بالأعمال الأردنية ، وطلب الفلسطينيون الإفراج عن المعتقلين الفلسطينيين في سجون الاحتلال الإسرائيلي وفلسطينيو المهجر في الأردن.

## بعد الاغتيال
بعد رفض الرئيس الأمريكي ريتشارد نيكسون مطالب الفلسطينيين، قامت جماعة أيلول الأسود داخل مبنى السفارة باعدام 3 غربيين (سفيران أمريكيان وقائم بأعمال السفارة البلجيكية) وإطلاق سراح الدبلوماسيين الرهائن العرب ، وسلموا جماعة أيلول الأسود أنفسهم إلى الشرطة ، وحكمت المحكمة السودانية بالسجن المؤبد ، وعندما أمر الرئيس السوداني جعفر النميري بالإفراج عن الفلسطينيين ، غضبت الحكومة الأمريكية من قرار الرئيس السوداني واعتبرته إهانة للسياسة الأمريكية ، وقطعت علاقاتها مع الخرطوم لأشهر قليلة ، وأعلنت الحكومة الأمريكية أن ياسر عرفات مطلوب دولياً ، واستنكر النميري مقتل 3 دبلوماسيين غربيين.

## انظرأيضًا
- الإعتداءات الإرهابية على السفارات السعودية
- السفارة السعودية في السودان

## وصلات خارجية
- American Ambassador Captured By Guerrillas - published on the The Herald Journal on March 2, 1973
- Us Envoys Seized Terrorists Want Sirhan Set Free - published on the Montreal Gazette on March 2, 1973
- Palestinian Guerrillas Murder Three, Hold Two - published on the Evening Independent on March 3, 1973
- Terrorists In Khartoum Surrender, Free Hostages - published on the The Herald Journal on March 5, 1973
- Sudan Killings: The Last 25 Minutes - published on the New Straits Times on March 6, 1973
- BBC this day in history - 1 March 1973